# 亚历山德拉·斯特列利琴科
亚历山德拉·伊莉尼奇娜·斯特列利琴科（俄语：Александра Ильинична Стрельченко，1937年2月2日—2019年8月2日）是苏联女歌唱家。

## 生平
1937年出生于苏联乌克兰苏维埃社会主义共和国第聂伯罗彼得罗夫斯克州恰普利內。
1976年至1980年在格涅辛音乐学院进修。自2002年起，莫斯科国立文化艺术大学教授。
2019年8月2日，在莫斯科逝世。

## 家庭
第一任丈夫是克格勃少将弗拉基米尔·切卡洛夫，在执行公务时遇难。第二任丈夫是音乐总监弗拉基米尔·莫罗佐夫。

## 荣誉
- 俄罗斯苏维埃联邦社会主义共和国功勋艺术家荣誉称号（1972年）[4]
- 俄罗斯苏维埃联邦社会主义共和国人民艺术家荣誉称号（1984年）
- 荣誉勋章（2010年）[5]

## 演唱曲目
- 《送我一条披肩》
- 《在穆罗姆城的路边》
- 《我热爱脚下这片土地》